# Leptochiton (Plantae)
Leptochiton, rod lukovačastih trajnica iz porodice Amaryllidaceae, dio je tribusa Hymenocallideae. Postoje dvije vrste koje rastu u Ekvadoru i Peruu
Rod je opisan 1937. Tipična vrsta je Leptochiton quitoensis

## Vrste
1. Leptochiton helianthus (Ravenna) Gereau & Meerow
2. Leptochiton quitoensis (Herb.) Sealy